# Lunapark. Gereon Raths sechster Fall
Lunapark ist ein historischer Roman des deutschen Autors Volker Kutscher, der am 10. November 2016 im Verlag Kiepenheuer & Witsch erschienen ist. Die Handlung spielt vor dem Hintergrund des sogenannten Röhm-Putschs.

## Handlung
Volker Kutschers Roman spielt im Berlin des Jahres 1934, einer Zeit zunehmender politischer Spannungen, geprägt von den Gewaltexzessen der SA und den inneren Machtkämpfen im NS-Regime. Seit mehr als einem Jahr regieren die Nationalsozialisten und nehmen immer stärker Einfluss auf alle gesellschaftlichen Ebenen. Kommissar Gereon Rath wird mit dem Mord an einem SA-Mann unter einer Eisenbahnbrücke konfrontiert, wobei der Fund eines Glasauges im Rachen des Opfers für zusätzliche Rätsel sorgt. Der Fall erfordert eine Zusammenarbeit mit der Geheimen Staatspolizei, wo Rath auf seinen ehemaligen Kollegen Reinhold Gräf trifft, der in der Staatspolizei Karriere macht. Während Gräf den Mord als kommunistischen Anschlag deutet, verfolgt Rath eigene Spuren, die in die kriminelle Berliner Unterwelt führen.
Die Ermittlungen bringen Rath in gefährliche Nähe zu einem ehemaligen Ringverein, der seine kriminellen Aktivitäten hinter der SA-Fassade fortführt. Als ein weiterer Mord an einem SA-Mitglied aus dem gleichen Verband geschieht, verdichten sich die Hinweise auf eine Mordserie. Lange dauert es nicht, bis Rath sicher ist, dass die beiden aufzuklärenden Morde Teile des Rachefeldzugs eines skrupellosen Kriminellen sind und keine Widerstandsaktionen in den Untergrund gedrängter Kommunisten. Im Verlauf der Handlung gerät Rath in einen Strudel von Intrigen und Machtspielen, bei dem auch der Gangsterboss Dr. Marlow eine Rolle spielt. Marlow erpresst Rath, den Mörder aus dem Weg zu räumen, was den Kommissar in einen tiefen moralischen Konflikt stürzt. Hinzu kommt, dass die Spannungen zwischen Rath und Gräf sich verschärfen, da Letzterer bereit ist, für seine Karriere bis zum Äußersten zu gehen, einschließlich Mordes. Gleichzeitig belasten Raths private Konflikte sein Leben: Seine Frau Charly lehnt das NS-Regime ab, was sie zu riskanten Alleingängen verleitet, während Pflegesohn Fritze immer stärker der Hitlerjugend verfällt.
Rath sieht sich gezwungen, gefährliche Entscheidungen zu treffen, während die offizielle Polizeiarbeit zunehmend von politischen Interessen überlagert wird. Seine Ermittlungen führen ihn in den Lunapark, einem von den Nazis geschlossenen Vergnügungspark, in dem sich Kriminelle und Regimegegner verstecken.

## Rezeption
Marcus Müntefering urteilt im Spiegel: „Lange Zeit macht es großes Vergnügen, Rath auf der Suche nach einem Mörder und seiner eigenen Haltung durch Berlins Unterwelt zu folgen. […] Dennoch: Auf halber Strecke geht Kutscher der erzählerische Atem aus. Die Geschichte kommt immer wieder ins Stocken, und in solchen Momenten wird deutlich, dass seine konzise Sprache nur so lange funktioniert, wie die Handlung zu fesseln weiß.“
Dietmar Jacobsen bespricht auf literaturkritik.de das Buch: „Wie in den ersten fünf Bänden der Reihe erzählt Kutscher nicht nur einen spannenden Kriminalfall aus einer dunklen Zeit, sondern lässt seine Leser ohne alles Lehrerhafte auch deren Widersprüche spüren.“